# سيرج سيمون
سيرج سيمون (بالفرنسية: Serge Simon)‏ هو مقدم برامج إذاعية وطبيب فرنسي، ولد في 3 يوليو 1967 في نيس في فرنسا.